# Tássos Papadópoulos
Pour les articles homonymes, voir Papadopoulos.
Efstáthios Nikoláou Papadópoulos, dit Tássos Papadópoulos (en grec Τάσσος Παπαδόπουλος), né le 7 janvier 1934 à Nicosie et mort le 12 décembre 2008 dans la même ville, est un homme politique chypriote, président de la république de Chypre du 28 février 2003 au 28 février 2008.

## Biographie
Papadópoulos étudie le droit à Londres, dans l'institution Gray's Inn avant d'exercer la profession d'avocat.
Revenu à Chypre en 1955, il est alors actif dans la PEKA, la section politique de l'EOKA, dont il devient secrétaire général en 1958. Après l'indépendance, il devient ministre du Travail, puis pendant les années qui suivent, il occupe successivement les portefeuilles de l'Intérieur, des Finances, du Travail et des assurances sociales, de la Santé, enfin de l'Agriculture est des ressources naturelles.
Cofondateur en 1969 avec Gláfkos Klirídis du Parti de l'unité, il est élu un an plus tard député à la Chambre des représentants dont il sera l'éphémère président à l'été 1976.
De nouveau membre du Parlement à partir de 1991, il prend en 2000 la présidence du Parti démocrate (DIKO).
Il est élu président de la République de Chypre le 16 février 2003, en mettant en avant une meilleure capacité que son adversaire, le président sortant Gláfkos Klirídis, dans la négociation sur le partage de Chypre. Il est soutenu non seulement par son propre parti, le DIKO, mais également par les communistes d'AKEL et les sociaux-démocrates de KISOS.
Avant le référendum sur la réunification de Chypre, prévu par le plan Annan de 2004, il pousse les Chypriotes grecs à voter « non » et son soutien est considéré comme déterminant à l'échec du référendum.
Sa politique nationaliste et son refus d'une réunification de Chypre conduit à l'isolement international des Chypriotes grecs.
Il échoue au premier tour de l'élection présidentielle du 17 février 2008, en ne terminant qu'à la troisième place du scrutin, très près cependant des deux premiers. Il laisse ainsi s'affronter au deuxième tour Dimítris Khristófias, le leader de l'AKEL et Ioánnis Kasoulídis, ancien ministre des Affaires étrangères qui avait voté « oui » lors du référendum onusien. Tous les deux affichent leur volonté de dialoguer avec la « république de Chypre du Nord », l'État autoproclamé reconnu par la seule Turquie et occupé par les troupes d'Ankara.
Son mandat s'achève le 28 février 2008 avec l'investiture de son successeur Dimítris Khristófias, élu au second tour quatre jours plus tôt. Quelques mois plus tard, le 12 décembre 2008, il décède d'un cancer bronchique à petites cellules dont le développement a probablement été favorisé par le fait qu'il était un fumeur invétéré. Ses obsèques ont lieu le 12 décembre 2008.

## 2009: profanation de sa tombe
Dans la nuit du 10 au 11 décembre 2009, des inconnus profanent sa tombe et dérobent sa dépouille.
Le 8 mars 2010, après un coup de téléphone anonyme, la police retrouve le corps du président et confirme l'identification de son corps grâce à une analyse de son ADN.

## Distinction
En 2007, il reçoit la distinction Homo hellenicus remis par l'université nationale et capodistrienne d'Athènes en collaboration avec la municipalité de Delphes.

## Hommage
En son honneur, la rue de Nicosie où il habitait a été rebaptisée à son nom.